# 21st Century Schizoid Band (Official Bootleg Volume One)
"21st Century Schizoid Band" (Official Bootleg Volume One)  is het eerste album van de Britse progressieve rockband The 21st Century Schizoid Band, een band waarin een aantal van de originele leden van King Crimson verenigd zijn.
De naam van de band is ook ontleend aan een van de nummers op de eerste elpee van King Crimson. Alle nummers op de cd zijn afkomstig van de eerste drie King Crimson-albums: In the Court of the Crimson King, In the Wake of Poseidon en Islands. Het zijn met name de Ian McDonald nummers. Het nummer A Man A City is de originele versie van McDonald van een nummer dat later onder de naam Pictures of a City op In the Wake of Poseidon zou verschijnen.
De cd is een live-opname in een studion, gemaakt op 22 augustus 2002. In eerste instantie was de cd uitsluitend te verkrijgen op de concerten van de groep zelf, in Japan

## Tracklist
1. A Man A City
2. Catfood
3. In The Court Of The Crimson King
4. Formentara Lady
5. Ladies Of The Road
6. I Talk To The Wind
7. 21st Century Schizoid Man

## Musici
- Jakko M. Jakszyk: gitaar
- Ian McDonald: saxofoon, dwarsfluit, keyboards, zang
- Mel Collins: saxofoon, dwarsfluit
- Peter Giles: basgitaar, zang
- Michael Giles: drums, percussie